# Rodolfo degli Armanni della Staffa
 (février 2024).
Si vous disposez d'ouvrages ou d'articles de référence ou si vous connaissez des sites web de qualité traitant du thème abordé ici, merci de compléter l'article en donnant les références utiles à sa vérifiabilité et en les liant à la section « Notes et références ».
Rodolfo degli Armanni della Staffa, né à Rome ou Imola et mort en 1140, est un cardinal italien de l'Église catholique du XIIe siècle.

## Biographie
Le pape Honorius II le créé cardinal début 1125. Il est archiprêtrede de la basilique Saint-Pierre. Armanni est élu évêque d'Orta en 1125 ou 1126.